# Polaris Institute
Pour les articles homonymes, voir Polaris.
Le Polaris Institute est un think tank canadien dont le siège social est à Ottawa, Canada. Son but est de « re-outiller les mouvements citoyens pour les amener à effectuer des changements socialement démocratiques, ». Il a été créé en 1997 lorsque ses fondateurs ont déterminé que les citoyens devenaient insensibles à la politique dans un âge de corporatisme alimenté par la mondialisation.

## Histoire
Le désir de lancer le Polaris Institute est apparu à la suite de la ratification de deux accords commerciaux controversés : l'Accord de libre-échange canado-américain (1989) et l'ALÉNA (1994).

## Activités
En 2009, le Polaris Institute axait ses activités selon cinq projets :
1. Public Service Project : conduire des recherches critiques sur certaines des plus puissantes sociétés commerciales et leurs groupes de pression ;
2. Grassroots Globalization Project : travailler de concert avec des organisations communautaires au niveau national et international dans le but d'offrir de l'aide aux niveaux stratégique et tactique dans le but de s'opposer à ce qui est perçu comme une mondialisation dirigée par des sociétés commerciales;
3. Bio Justice Project : examiner les relations entre les sociétés commerciales, les biotechnologies et le système légal canadien ;
4. Corporate Security-State Project : examiner une probable relation entre la mondialisation des sociétés commerciales et l'environnement militairement sécurisé ;
5. Water Rights Project : conduire des recherches critiques sur la commercialisation de l'eau ainsi que sur la privatisation de plus en plus marquée de la gestion de l'eau.